# 复合调料
複合調料是一種預先已調好味，以方便煮食的一種調味品。在西方，複合調料一直都很普遍，以各種意大利麵的醬汁為主。這種複合調料在1990年代傳到日本，並再傳至香港及中國大陸。在日本，複合調料除了用於麵食外，亦有用於飯類；而在大中華地區的複合調料，大多為方便煮菜。

## 知名生產商
- 香港商李錦記：XO醬、蒸魚生抽
- 武汉小丑调味食品：麻婆豆腐复合调料